# Microrregión de Boa Vista
La microrregión de Boa Vista es una de las microrregiones del estado brasileño de Roraima perteneciente a mesorregión del Norte de Roraima. Su población fue estimada en 2006 por el IBGE en 287.175 habitantes y está dividida en 4 municipios. Posee un área de 67.754,56 km².

## Municipios
- Alto Alegre
- Amajari
- Boa Vista
- Pacaraima

- Datos: Q2333916